# Sistemul Internațional de Referință Cerească
Sistemul Internațional de Referință Cerească  (în engleză, International Celestial Reference System, abreviat ICRS) este un set de convenții adoptate de Uniunea Astronomică Internațională pentru a standardiza sistemul de coordonate ecuatoriale. Acesta definește orientarea polilor cerești și a punctului vernal folosind datele colectate în cadrul ICRF. ICRS a fost adoptat de UAI în 1997, în cadrul celei de-a 23-a Adunări Generale, și a intrat în vigoare de la 1 ianuarie 1998.
În cadrul ICRS, centrul sferei cerești este baricentrul Sistemului Solar, în sensul relativității generale. Precizia obținută în orientarea polilor și a punctului vernal este de ordinul unei miimi de secundă de arc. 
Catalogul Hipparcos a fost primul care a fost exprimat în coordonate ICRS.